# Guia Politicamente Incorreto da História do Brasil
Guia Politicamente Incorreto da História do Brasil é um livro do jornalista Leandro Narloch publicado em 2009.
O livro é considerado como pseudo-histórico e negacionista, apresentando uma visão conservadora da história do Brasil. Afirma que Zumbi dos Palmares tinha escravos, que os portugueses ensinaram os índios brasileiros a preservar as florestas, dentre outras distorções. Historiadores criticaram estes e outros aspectos abordados pelo livro, por distorcer fontes históricas, reforçar preconceitos e estereótipos contra populações marginalizadas e cometer erros grosseiros que reforçam e disseminam mitos históricos.
Após a estreia da série televisiva homônima no History Channel, os historiadores Lira Neto e Lilia Schwarcz solicitaram a exclusão das entrevistas dadas a Felipe Castanhari porque não foram informados sobre a série e seu conteúdo. Lira Neto afirmou que os produtores do programa foram eticamente deploráveis e intelectualmente desonestos.

## Repercussão e críticas
O historiador Lira Neto considerou que os livros da série representam um desserviço aos jovens, seu público-alvo, porque argumentam de forma simplória, utilizam as fontes de forma falaciosa, além de promoverem estereótipos e reforçarem preconceitos contra minorias marginalizadas historicamente.
Filipe Figueiredo, historiador, em texto redigido no site de política Xadrez Verbal, criticou a análise sobre a escravidão negra no Brasil do livro. Segundo ele: "Ao contrário do que o Narloch dá a entender, essa relação entre o europeu e o príncipe africano não era simétrica. O dinheiro e o poder militar estavam na mão dos europeus; o Guia Politicamente Incorreto inclusive diz que a principal moeda de troca por africanos capturados eram armas de fogo, produto que não existia localmente na África e que mudava o rumo de uma guerra tribal local. É que Portugal nunca teve interesse ou músculo pra exercer uma dominação concreta na costa africana, então parece que era uma relação entre iguais. Quando França e Inglaterra entraram na brincadeira, a gente sabe o que aconteceu com esses chefes tribais".
O arquivista Rodrigo Moura Visoni, em artigo publicado na Revista Brasileira de História da Ciência, criticou severamente o capítulo referente a Santos Dumont, afirmando que o autor "acabou cometendo erros grosseiros e, em vez de extinguir mitos, apenas contribuiu para a disseminação de novos absurdos".
O historiador José Murilo de Carvalho, por outro lado, mostrou-se favorável ao revisionismo incitado pelo livro: "(...) Essa dinâmica é boa, porque cria o debate", disse à Folha de S.Paulo.

## Televisão
Em 2017 o livro foi adaptado para uma série documental chamada Guia Politicamente Incorreto, exibida pelo canal pago History Channel, com apresentação do youtuber Felipe Castanhari. A estreia foi em 21 de Outubro de 2017. Os produtores entrevistaram os historiadores Lira Neto, Laurentino Gomes e Lilia Schwarcz, mas não os informaram sobre o programa. Após a estreia, os historiadores solicitaram que suas participações fossem removidas do programa. Lira Neto afirmou que os produtores foram eticamente deploráveis e intelectualmente desonestos, pois não o informaram que seria entrevistado para um programa baseado no livro de Narloch.
Em agosto de 2020, em entrevista à jornalista Nilce Moretto, do Cadê a Chave?, Felipe Castanhari afirmou que já havia posicionado-se publicamente contra o documentário, por sentir-se também enganado pelos diretores do programa. Afirmou, inclusive, que não faz divulgação deste conteúdo pelo "desserviço" que ele apresenta.[carece de fontes?]

## Capítulos
- Índios: Os verdadeiros hábitos dos povos indígenas, jesuítas e bandeirantes durante a exploração portuguesa do Brasil Colônia.
- Negros: A amplitude da escravidão no Brasil, o tráfico de escravos, e como funcionavam os quilombos.
- Escritores: As ideias equivocadas de Machado de Assis, Gregório de Matos, José de Alencar, Gilberto Freyre, Jorge Amado, e Graciliano Ramos.
- Samba: As origens do samba e os desfiles de carnaval.
- Guerra do Paraguai: As causas e consequências da Guerra da Tríplice Aliança.
- Aleijadinho: Porque a história de Antônio Francisco Lisboa é praticamente uma fabricação literária.
- Acre: As circunstâncias da compra do território do Acre da Bolívia.
- Santos Dumont: Porque os Irmãos Wright desenvolveram uma aeronave funcional antes do brasileiro voar com seu 14-bis.
- Império: As causas da Independência do Brasil, e esclarecimentos sobre as atitudes e suposta falta de democracia do Império.
- Comunistas: As intenções do Cangaço, Intentona Comunista, e as guerrilhas da época da Ditadura Militar.